# Yehuda Glick
Yehuda Joshua Glick (em hebraico:  יהודה גליק; nascido em 20 de novembro de 1965) é um rabino israelense nascido nos Estados Unidos que faz campanha para expandir o acesso judaico ao Monte do Templo.
Glick é o líder do HaLiba, uma coalizão de grupos dedicados a "alcançar liberdade e direitos civis completos e abrangentes para os judeus sobre o Monte do Templo."
Glick ganhou em 2015 o Prêmio Moskowitz para o Sionismo por ser "Ativo para os direitos humanos e liberdade religiosa sobre o Monte do Templo de Jerusalém". Ele também tem sido referido como um ativista de "direita".
Em 29 de outubro de 2014, Glick sobreviveu a uma tentativa de assassinato por Mutaz Hijazi, um membro do Movimento da Jihad Islâmica na Palestina.